# Gerbilliscus robustus
Gerbilliscus robustus és una espècie de mamífer rosegador de la família dels múrids. Viu a altituds d'entre 0 i 1.500 msnm a la República Centreafricana, el Txad, Eritrea, Etiòpia, Kenya, el Níger, Somàlia, el Sudan, el Sudan del Sud, Tanzània i Uganda. Els seus hàbitats naturals són les sabanes seques, els herbassars oberts i la terra arable. És una espècie en risc mínim, és a dir, no sembla que hi hagi cap amenaça significativa per a la seva supervivència. El seu nom específic, robustus, significa ‘robust’ en llatí.